# Сьонан Бельмаре
Сьонан Бельмаре (яп. 湘南ベルマーレ, Сьонан Бельмаре) — японський футбольний клуб з міста Канаґава, який виступає в Джей-лізі 2.

## Досягнення
- Японська футбольна ліга
  -  Чемпіон (3): 1977, 1979, 1981
  -  Чемпіон (1): 1980

- Кубок Імператора
  -  Володар (3): 1977, 1979, 1994

- Кубок Джей-ліги
  -  Володар (1): 2018